# Hubert Wallace
Hubert Alfred Wallace (ur. 3 marca 1899 w Vancouver, zm. 3 lipca 1984 w Oak Bay) – kanadyjski żeglarz sportowy, medalista olimpijski.
Podczas letnich igrzysk olimpijskich w Los Angeles (1932) zdobył, wspólnie z Ronaldem Maitlandem, Ernestem Cribbem, Harrym Jonesem, Peterem Gordonem i George’em Gylesem, srebrny medal w żeglarskiej klasie 8 metrów.
Hubert Wallace, członek Royal Vancouver Yacht Club, został wybrany do reprezentowania Kanady na olimpiadzie w 1932. Pomimo porażki we wszystkich czterech wyścigach, Kanadyjczycy zdobyli srebrne medale, ponieważ w klasie 8 metrów rywalizowały tylko dwie drużyny (drugą była reprezentacja Stanów Zjednoczonych). Poza regatami jachtowymi był zaangażowany w prowadzenie firmy swojego ojca, Burrard Dry Dock w Vancouver, wraz ze swoim bratem Clarence'em, który był zastępcą gubernatora Kolumbii Brytyjskiej w latach 1950–1955. Hubert Wallace interesował się także lotnictwem i pełnił funkcję dyrektora Aeroklubu Kolumbii Brytyjskiej. Został honorowym, dożywotnim członkiem klubu Royal Vancouver Yacht Club w 1972.